# Route départementale 112 (Yvelines)
Pour les articles homonymes, voir Route départementale 112.
La route départementale 112 ou D112, est une route du département français des Yvelines.
Commençant sur la commune de Gressey, elle se termine à Montfort-l'Amaury.

## Localités traversées
- Gressey
- Richebourg
- Bazainville
- Gambais
- Gambaiseuil
- Montfort-l'Amaury